# Robby Benson
Robby Benson, nome d'arte di Robin David Segal (Dallas, 21 gennaio 1956), è un attore e regista statunitense.

## Biografia
Benson è il cognome della madre, Ann Benson, mentre il padre è il regista Jerry Segal.
Sposato dal 1982 con l'attrice Karla DeVito dalla quale ha avuto due figli, Lyric (1983) e Zephyr (1992).
È noto soprattutto per aver doppiato il personaggio della Bestia nei film della serie La bella e la bestia di Walt Disney.

## Riconoscimenti
- Young Hollywood Hall of Fame (1970's)

## Filmografia

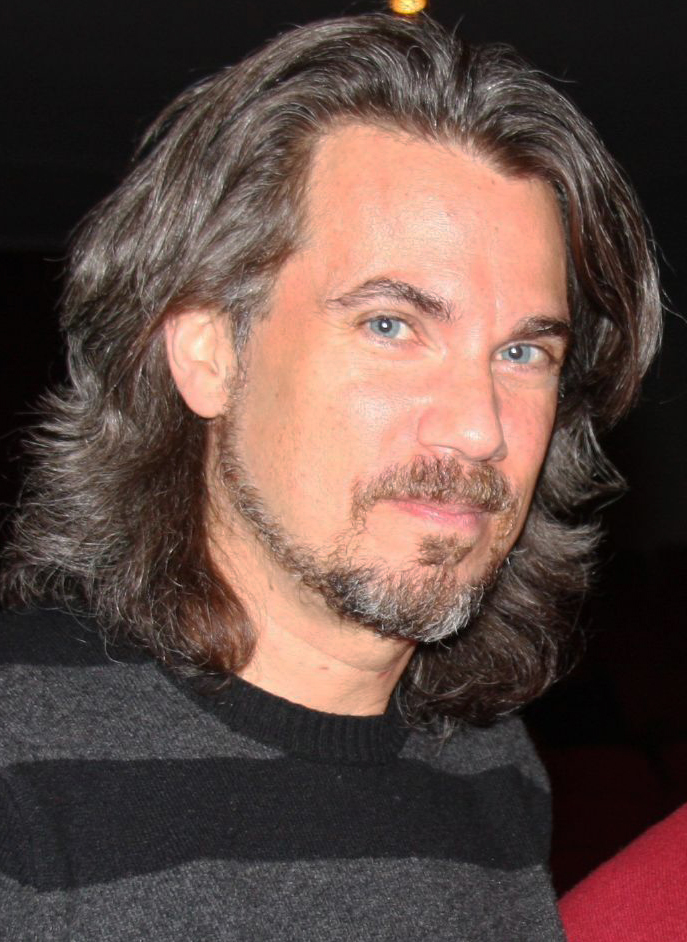
Robby Benson nel 2007

### Attore
- Gli occhi della notte (Wait Until Dark) (1967) (non accreditato)
- Aspettando il domani (Search for Tomorrow) - serie TV, 2 episodi (1971-1972)
- Jory (1973)
- Jeremy (1973)
- Remember When - film TV (1974)
- Ospitalità a gentili passanti (All the Kind Strangers) - film TV (1974)
- Virginia Hill - film TV (1974)
- Death Be Not Proud - film TV (1975)
- In 3 sul Lucky Lady (Lucky Lady) (1975)
- Giorno per giorno (One Day at a Time) - serie TV, episodio 1x12 (1976)
- Ode a Billy Joe (Ode to Billy Joe) (1976)
- The Last of Mrs. Lincoln - film TV (1976)
- The Death of Richie - film TV (1977)
- Our Town, regia di George Schaefer - film TV (1977)
- Domani vinco anch'io (One on One) (1977)
- La fine... della fine (The End) (1978)
- Castelli di ghiaccio (Ice Castle) (1978)
- La scelta (Walk Proud) (1979)
- Die Laughing (1980)
- Tribute - Serata d'onore (Tribute) (1980)
- Gli eletti (The Chosen) (1981)
- National Lampoon's Movie Madness (1982)
- Two of a Kind - film TV (1982)
- Running Brave (1983)
- Harry & Son (Harry & Son) (1984)
- I cavalieri del futuro (City Limits) (1984)
- California Girls - film TV (1985)
- Alfred Hitchcock presenta (Alfred Hitchcock Presents) - serie TV, episodio 1x06 (1985)
- Tough Cookies - serie TV, 6 episodi (1986)
- Poliziotto in affitto (Rent-a-Cop) (1987)
- White Hot (1989)
- For Jenny with Love - serie TV (1989)
- Modern Love (1990)
- I viaggiatori delle tenebre (The Hitchhiker) - serie TV, episodio 6x13 (1990)
- Intimità violata (Invasion of Privacy) (1992)
- Il nemico in casa (Homewrecker) - film TV (1992)
- La strada per Avonlea (Road to Avonlea) - serie TV, episodio 4x11 (1993)
- A casa con i Webber (At Home with the Webbers) - film TV (1993)
- Precious Victims - film TV (1993)
- Deadly Exposure (1993)
- O. Henry's Christmas - film TV (1996)
- Sabrina, vita da strega (Sabrina, the Teenage Witch), negli episodi 1x01, 1x20 (1997)
- The Huntress - serie TV, episodio 1x15 (2001)
- Just a Dream, regia di Danny Glover (2002)
- American Dreams - serie TV, 8 episodi (2002-2003)
- Jack il ciclone (MXP: Most Xtreme Primate), regia di Robert Vince (2004)
- Brave New World - film TV (2011)
- Scissione (Severance) - serie TV (2025)

### Doppiatore
- David and Goliath, regia di Ray Patterson - cortometraggio (1986)
- La bella e la bestia (Beauty and the Beast) (1991)
- P.J. Sparkles - film TV (1992)
- Batman (Batman: The Animated Series) - serie TV, episodio 1x13 (1992)
- King's Quest VI: Heir Today, Gone Tomorrow - videogame (1992)
- Wild West C.O.W.-Boys of Moo Mesa - serie TV, episodi 1x01, 1x07, 1x11 (1992)
- Lincoln - film TV (1992)
- Exosquad - serie TV, 12 episodi (1993-1994)
- Principe Valiant (The Legend of Prince Valiant) - serie TV, 65 episodi (1991-1993)
- Allacciate le cinture! Viaggiando si impara (The Magic School Bus) - serie TV, episodio 1x11 (1994)
- Seinfeld - serie TV, episodio 8x13 (1997) (non accreditato)
- La bella e la bestia: Un magico Natale (Beauty and the Beast: The Enchanted Christmas) (1997)
- Il mondo incantato di Belle (Belle's Magical World) (1998)
- Dragonheart 2 - Una nuova avventura (2000)
- La leggenda di Santa Claus (2000)
- The Christmas Lamb - film TV (2000)
- House of Mouse - Il Topoclub - serie TV, 8 episodi (2001-2002)
- Il bianco Natale di Topolino - È festa in casa Disney (2001)
- Kingdom Hearts (Kingdom Hearts) - videogame (2002)
- Kingdom Hearts II (Kingdom Hearts II) - videogame (2005)
- Kingdom Hearts II: Final Mix+ - videogame (2007)
- Kinect Disneyland Adventures - videogame (2011)
- Dizunî majikku kyassuru: Mai happî raifu - videogame (2013)

### Regista
- Sabrina, vita da strega (Sabrina, the Teenage Witch) – serie TV, episodi 1x01-1x10-1x17 (1996-1997)
- Friends – serie TV, 6 episodi (1995-1997)

## Doppiatori italiani
- Sandro Acerbo in In tre sul Lucky Lady, Alfred Hitchcock presenta
- Tonino Accolla in Harry & Son
- Nino Prester in American Dreams
- Mario Cordova in Scissione

Da doppiatore è sostituito da:
- Massimo Corvo ne La bella e la bestia, La bella e la bestia - Un magico Natale, Il mondo incantato di Belle, House of Mouse - Il Topoclub, Il bianco Natale di Topolino - È festa in casa Disney
- Flavio Arras in Principe Valiant
- Claudio Moneta in Exosquad
- Lorenzo Scattorin in La leggenda di Santa Claus
- Nanni Baldini in Dragonheart II - Il destino di un cavaliere